# Église Saint-Geniez de Saint-Geniez-d'Olt
L'église Saint-Geniez de Saint-Geniez-d'Olt est une église située en France sur la commune de Saint-Geniez-d'Olt, dans le département de l'Aveyron en région Occitanie.
Elle fait l'objet d'un classement partiel et d'une inscription au titre des monuments historiques depuis respectivement le 2 octobre 1931 et le 3 mai 1990.

## Description

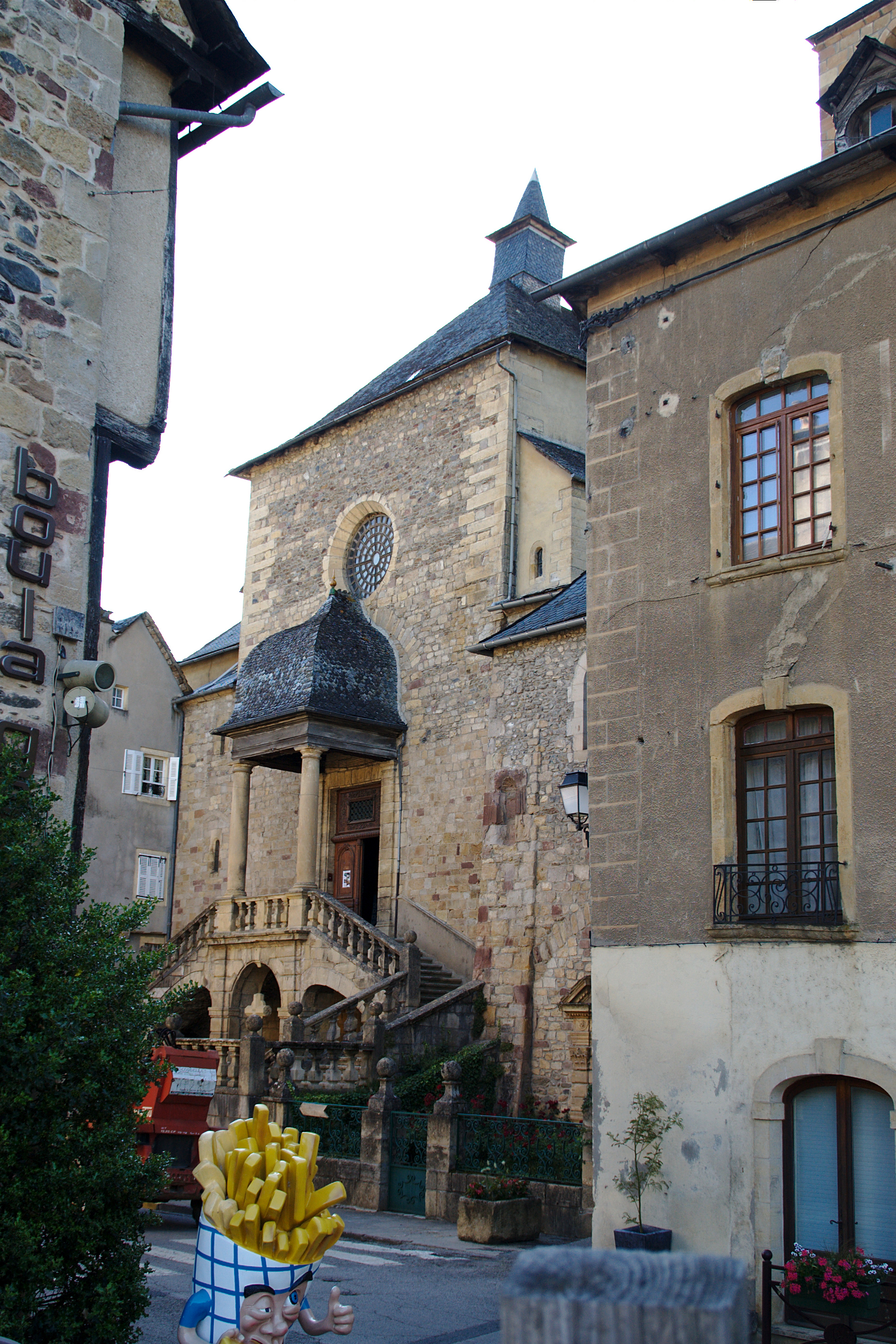
L'église
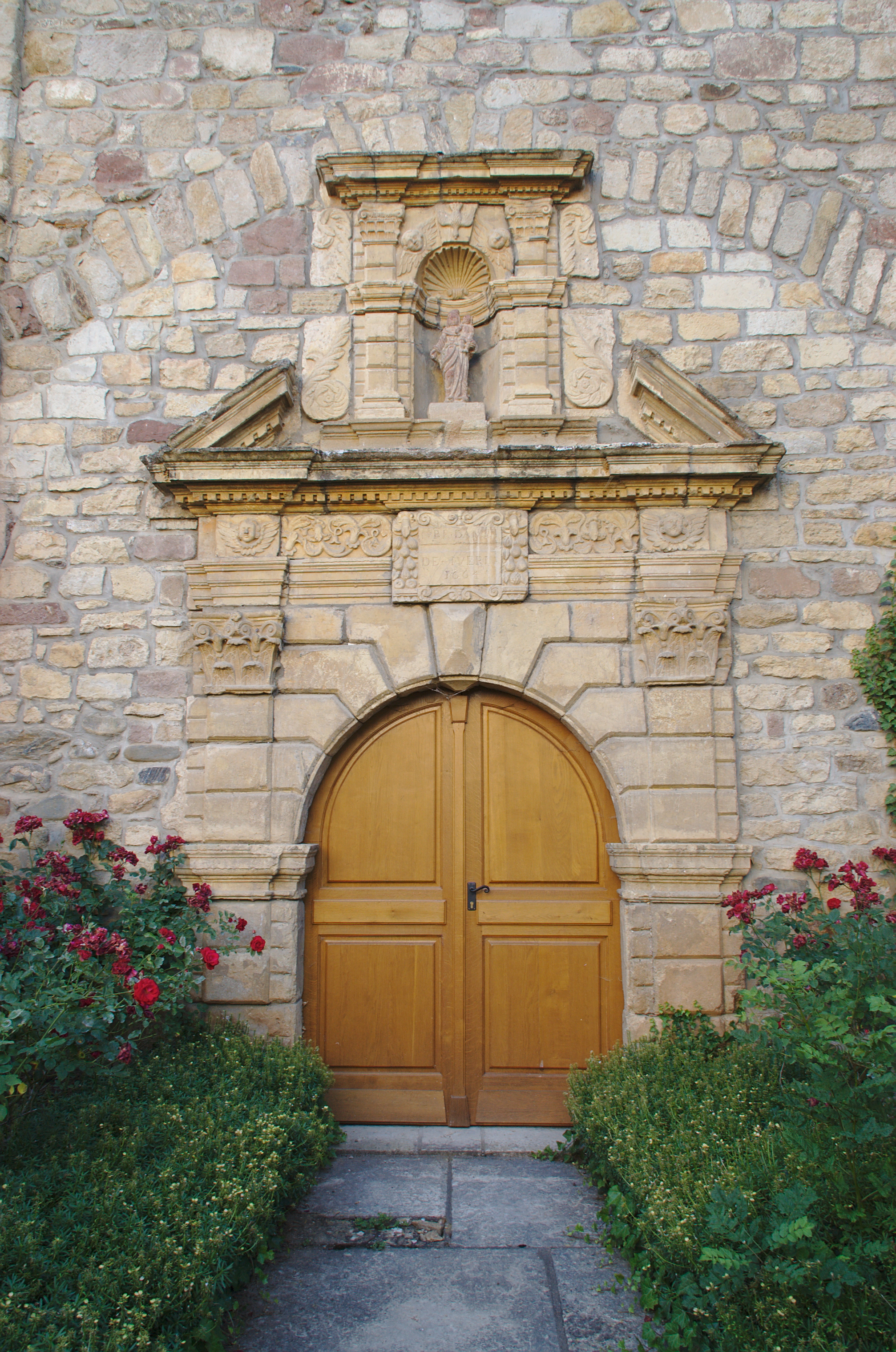
Le portail

## Localisation
L'église est située place de la halle à Saint-Geniez-d'Olt, sur la rive droite du Lot.

## Historique
La façade de l'église, son perron et son porche sont construits au XVIIe siècle. Le reste de l'église date du début du XVIIIe siècle, sur les plans de l'architecte Jean Parie.
L'édifice est classé au titre des monuments historiques en 1931 pour sa façade, son perron et son porche avec dôme, puis inscrit en 1990 pour le reste de l'église.